# Гаррісон Отальваро
Хосе Гаррісон Отальваро Арсе (ісп. José Harrison Otálvaro Arce, нар. 28 лютого 1986, Калі, Вальє-дель-Каука, Колумбія) — колумбійський футболіст, півзахисник катарського клубу «Аш-Шамал», який виступає в другому дивізіоні місцевого чемпіонату.

## Клубна кар'єра

### Америка
З 2000 року гравця почали залучати до тренувань з головною командою клубу. У чемпіонаті Колумбії дебютував в 18 років - 2 квітня 2004 року в матчі «Америка де Калі» - «Депортіво Перейра» (0:0). Завдяки вдалим виступам отримував запрошення від збірної Колумбії своєї вікової категорії, де його партнерами по збірній були Ервін Каррільйо, Лібіс Аренас, Карлос Даніель Ідальго, Адріан Рамос, Крістіан Сапата, Радамель Фалькао та інші.

### Динамо (Київ)
У серпні 2006 року на правах оренди перейшов до київського «Динамо». В основній команді «Динамо» зіграв один матч у Лізі чемпіонів 13 вересня 2006 проти бухарестського «Стяуа» (1:4). Провів 4 матчі в молодіжній першості України.

### Америка
У 2007 році Гаррісон повернувся до «Америки де Калі», оскільки колумбійці не змогли домовитися з киянами про перехід гравця, окрім цього Отальваро нарікав на заборгованість по заробітній платі з боку киян. Його характеризували як досвідченого гравця, який непогано працює з м'ячем, непоступливий та з добре поставленим дальнім ударом. Завдяки цьому головний тренер збірної Колумбії Едуардо Лара вважав Гаррісона одним з найперспективніших футболістів країни.
У червні 2009 року після завершення чинного контракту з «Америкою» покинув клуб на правах вільного агента.

### Кукута Депортіво
25 червня 2009 року підсилив клуб «Кукута Депортіво».

### Уракан
Наступного року виїздить за кордон, де підписує контракт з «Ураканом» з Прімера Дивізіону.

### Леон де Уануко
У січні 2011 року переходить до клубу «Леон де Уануко» з перуанського Прімера Дивізіону щоб допомогти клубу пробитися до Південноамериканського кубку 2012 року. Прийшов до клубу як заміна Густаво Родаса. Гаррісон у тому сезоні зіграв 24 матчі та був одним з найкращих футболістів у своїй команді.

### Мільйонаріос
У першій частині сезону 2012 року став гравцем клубу «Мільйонаріос», де був резервістом, зрідка виходячи на поле з лави для запасних (при венесуельському тренері Річарду Паесу). Команда не виконала завдання на сезон, дійшовши лише до 1/2 фіналу в обох турнірах, в яких брала участь.
У другій половині сезону, з приходом на посаду головного тренера Ернана Торреса Олівероса, Отальваро було переведено до головної команди й він став ключовим гравцем у новій тактичній схемі команди, яка дійшла до півфіналу Південноамериканського кубку і допоміг «Мільйонаріосу» 14-ий раз в його історії виграти національний чемпіонат, при цьому він відзначився голом у матчі проти «Депортес Толіма» в Ібаге, квадрат, де «мільйонери» не вигравали протягом останніх 15 років, усунувши в останній момент «Депортес» від останнього місця, яке дозволяло вийти до фінальної частини турніру, в якій «Мільйонаріос» зустрівся з Депортіво Індепендьєнте Медельїн. У фінальній частині вирішального поєдинку Отальваро відзначився 1 з 5-ти голів своєї команди.

### Атлетіко Насьйональ
25 червня 2014 року перейшов до «Атлетіко Насьйональ» на правах річної оренди з можливістю викупу, при цьому на аналогічних умовах нападник Фернандо Урібе поповнив «Мільйонаріос».

### Мільйонаріос
У липні 2015 року, після завершення орендної угоди, знову повернувся до «Мільйонаріоса». Після свого повернення вперше вийшов на футбольне 4 жовтня в програному (0:1) виїзному поєдинку проти «Альянса Петролера» в Фіналісьйоні 2015. У наступному поєдинку вийшов у стартовому складі та став героєм матчу, оскільки відзначився єдиним та переможним (та своїм першим в сезоні) голом у воротах клубу «Депортес Толіма».
У сезоні 2015 року в футболці «мільйонерів» зіграв 4 матчі та відзначився 1 голом.

### Депортес Толіма
У 2016 році перейшов до клубу «Депортес Толіма». До клубу він перейшов на правах вільного агента, після завершення контракту з «Мільйонаріосом». 24 лютого відзначився дебютним голом у футболці свого нового клубу в переможному (2:1) місцевому дербі проти «Бояка Чико». 28 лютого вийшов на поле у програному (2:1) виїзному поєдинку проти свого колишнього клубу, «Мільйонаріос». Той сезон став найпровальнішим для гравця, а його трансфер було визнано одним з найгірших того сезону в колумбійському чемпіонаті.

### Аш-Шамал
24 серпня 2016 року став новачком клубу «Аш-Шамал» з другого дивізіону чемпіонату Катару. 6 листопада відзначився дебютним голом у складі катарського клубу, завдяки чому його команда з мінімальним рахунком на виїзді перемогла «Аль-Вакра».
З квітня 2017 року перебуває в статусі вільного агента, тренується разом з «Америка де Калі», але контракт з клубом ще не підписав.

## Кар'єра в збірній
У складі збірної Колумбії став бронзовим призером молодіжного Чемпіонату світу з футболу 2003 року, який проходив в ОАЕ. На чемпіонаті світу U-17 футболу 2003 року разом зі збірною посів четверте місце, став переможцем Чемпіонату Південної Америки U-20 в 2005 році, а також грав на Чемпіонат світу з футболу U-20 2005 року; на цьому турнірі Колумбія вибула в другому раунді після поразки від збірної Аргентини, яка зрештою й стала переможцем турніру. На тому ж турнірі півзахисник відзначився голом, який став єдиним для колумбійців на чемпіонаті світу.

## Статистика виступів
| Клуб                | Сезон             | Ліка  | Ліка | Національний кубок | Національний кубок | Міжнародний кубок | Міжнародний кубок | Загалом | Загалом |
| Клуб                | Сезон             | Матчі | Голи | Матчі              | Голи               | Матчі             | Голи              | Матчі   | Голи    |
| ------------------- | ----------------- | ----- | ---- | ------------------ | ------------------ | ----------------- | ----------------- | ------- | ------- |
| Америка де Калі     | 2003/06           | 34    | 4    | —                  | —                  | 1                 | 0                 | 35      | 4       |
| Америка де Калі     | 2007/09           | 65    | 5    | 10                 | 0                  | 10                | 1                 | 85      | 6       |
| Америка де Калі     | Усього за клуб    | 99    | 9    | 10                 | 0                  | 11                | 1                 | 120     | 10      |
| Динамо (Київ)       | 2006              | 0     | 0    | 0                  | 0                  | 1                 | 0                 | 1       | 0       |
| Динамо (Київ)       | Усього за клуб    | 0     | 0    | 0                  | 0                  | 1                 | 0                 | 1       | 0       |
| «Кукута Депортіво»  | 2009-ll           | 16    | 1    | 2                  | 1                  | —                 | —                 | 18      | 2       |
| «Кукута Депортіво»  | Усього за клуб    | 16    | 1    | 2                  | 1                  | 0                 | 0                 | 18      | 2       |
| Уракан              | 2010              | 4     | 0    | —                  | —                  | —                 | —                 | 4       | 0       |
| Уракан              | Усього за клуб    | 4     | 0    | 0                  | 0                  | 0                 | 0                 | 4       | 0       |
| Леон де Уануко      | 2011              | 24    | 0    | 0                  | 0                  | 6                 | 0                 | 30      | 0       |
| Леон де Уануко      | Усього за клуб    | 24    | 0    | 0                  | 0                  | 6                 | 0                 | 30      | 0       |
| Мільйонаріос        | 2012              | 23    | 1    | 6                  | 0                  | 9                 | 1                 | 38      | 2       |
| Мільйонаріос        | 2013              | 44    | 4    | 9                  | 1                  | 5                 | 0                 | 58      | 5       |
| Мільйонаріос        | 2014-l            | 17    | 2    | 0                  | 0                  | 0                 | 0                 | 17      | 2       |
| Мільйонаріос        | 2015-ll           | 4     | 1    | 0                  | 0                  | —                 | —                 | 4       | 1       |
| Мільйонаріос        | Усього за клуб    | 88    | 8    | 15                 | 1                  | 14                | 1                 | 117     | 10      |
| Атлетіко Насьйональ | 2014-ll           | 9     | 0    | 7                  | 2                  | 1                 | 0                 | 17      | 2       |
| Атлетіко Насьйональ | 2015-l            | 9     | 0    | 2                  | 0                  | 2                 | 0                 | 13      | 0       |
| Атлетіко Насьйональ | Усього за клуб    | 18    | 0    | 9                  | 2                  | 3                 | 0                 | 30      | 2       |
| Депортес Толіма     | 2016              | 11    | 2    | 3                  | 0                  | —                 | —                 | 14      | 2       |
| Депортес Толіма     | Усього за клуб    | 11    | 2    | 3                  | 0                  | 0                 | 0                 | 14      | 2       |
| Аш-Шамал            | 2016/17           | 3     | 1    | 0                  | 0                  | —                 | —                 | 3       | 1       |
| Аш-Шамал            | Усього за клуб    | 3     | 1    | 0                  | 0                  | 0                 | 0                 | 3       | 1       |
| Загалом у кар'єрі   | Загалом у кар'єрі | 263   | 21   | 39                 | 4                  | 35                | 2                 | 337     | 27      |

## Досягнення
- Категорія Прімера A
  -  Чемпіон (3): 2008 Ф, 2012 Ф, 2014 А
- Чемпіонат Південної Америки (U-20)
  -  Володар (1): 2005
- Центальноамериканські та Карибські ігри
  -  Володар (1): 2006